# 莫哈末依沙沙布
莫哈末依沙·沙布（1946年8月24日—），马来西亚政治人物，为巫统党员，玻璃市州第8任州务大臣。他曾经于2008年马来西亚大选代表国民阵线当选为玻璃市州立法议会宾冬的州议员，主管行政及财务、公共安全、公共设备、高等教育及社会发展事务。在这之前他也于1995年担任过一届加央国会议员。